# Проєкт НАТО–Україна «Запобігання повеням в Україні»
У 2000—2001 роках було проведено низку заходів з підготовки пілотного Проєкту Україна-НАТО щодо скоординованого запобігання повеням та реагування на їх наслідки у різних регіонах України. Проєкт передбачає здійснення комплексного аналізу ризиків небезпечних природних явищ у місцях, де можливі повені, сприяння налагодженню регіональних систем оповіщення про повені тощо. Хоча обмежені можливості цивільного бюджету НАТО не дозволять вирішити увесь комплекс водозахисних проблем країни, Проєкт може стати каталізатором для поглиблених регіональних програм під егідою інших міжнародних організацій, зокрема ЄС.
У грудні 1997 року Україна та НАТО підписали Меморандум про Взаєморозуміння у галузі планування на випадок надзвичайних станів цивільного характеру та готовності до катастроф, таким чином засвідчивши, що цей напрям співпраці є досить важливим з найбільш пріоритетних. У Меморандумі йдеться: «Співпраця між сторонами буде насамперед спрямована на обмін інформацією, експертними знаннями та досвідом шляхом організації семінарів, практичних занять та пілотних проєктів у галузі оцінки ризиків, запобігання катастрофам, вдосконалення регіонального потенціалу у галузі ліквідації наслідків катастроф та планування з метою розробки картографічної системи відображення природних небезпек з метою моделювання оцінки ризиків». Консультації стосовно змісту та масштабів співпраці у цій галузі стали невід'ємною частиною регулярних контактів між Україною та НАТО у рамках загальних програм співробітництва. 
За період співпраці між Україною і НАТО уже здійснено багато роботи, які стосуються Карпатського регіону, а саме річки Тиси та басейну річки Прип'ять.

Автомобільний міст, зруйнований внаслідок паводку на річці

Вода на вулиці населеного пункту

## Характеристика проєкту
Спільний пілотний проєкт Україна — НАТО щодо готовності ліквідації повеней та їх наслідків є вагомим прикладом практичних ініціатив у галузі планування на випадок надзвичайних станів цивільного характеру. Цей проєкт був ухвалений Вищим комітетом НАТО з питань планування на випадок надзвичайних ситуацій цивільного характеру 2 лютого 2001 року. Його основна мета полягає у вдосконаленні системи раннього оповіщення населення стосовно повеней та мінімізації їхніх наслідків, щоб звести нанівець негативний вплив цього природного явища.

### Перший етап проєкту
Перший етап проєкту мав на меті визначити конкретні недоліки в існуючій системі боротьби з повенями, здійснити оцінку та перевірку відомостей та розробити план робіт у рамках наступного, другого, етапу проєкту. НАТО сформувало Спеціальну експертну групу, яка мала на меті укласти оцінний звіт з практичними рекомендаціями щодо можливостей вдосконалення системи прогнозування повеней, а також боротьби з ними та раннього оповіщення населення. Окрім двох виїздів на місце для збору дослідниками необхідної інформації, було здійснено облік наявних ресурсів та проведено попередню оцінку чинних планів та процедур на випадок надзвичайних ситуацій. Було також проведено кілька засідань експертів, під час яких вони мали змогу обмінятися думками та обговорити труднощі, що виникали в процесі запровадження проєкту.

#### План дій експертної групи
Під час засідань фахівців з України та НАТО були виділені основні напрями роботи:
- фахівці вивчали чинні правові та інституційні засади системи подолання наслідків та реагування на повені в Україні, щоб ліпше пристосувати її до сучасних стандартів із урахуванням новітніх технологій;
- вдосконалювали загальну систему збору даних та інформації з питань, пов'язаних з повенями, щоб зробити її якомога розвиненішою та завжди готовою для застосування фахівцями з питань боротьби з повенями;
- вони проаналізували функціонування неавтоматизованих мереж гідрологічного та метеорологічного спостереження з метою гарантування правильності їх роботи та відповідності стандартам, прийнятим в усьому світі;
- провелась оцінка регіональної систему контролю та прогнозування повеней, яку спільно використовують Угорщина, Словаччина та Україна, а також дослідити можливість поширення цієї системи на інші країни та організації;
- фахівці дали оцінку наявності та ефективності систем подолання наслідків повеней в Україні, зокрема з таких аспектів, як визначення регіонів та груп населення, що найбільш імовірно можуть постраждати від повеней, засоби оповіщення населення щодо можливих або очікуваних повеней та плани ліквідації їх наслідків;
- експертна група оцінила систему реагування на повені, що існує в Україні, маючи на увазі плани евакуації населення, управління матеріальними та людськими ресурсами, канали передачі інформації тощо, а також їхню відповідність міжнародним стандартам.

У рамках проєкту співпрацювали понад сорок фахівців у галузі боротьби з повенями та ліквідації наслідків надзвичайних станів з дванадцяти різних країн. Спеціально створеній експертній групі вдалося розробити комплекс практичних рекомендацій, якими українські колеги мають керуватися, готуючи пропозиції стосовно другого етапу проєкту, які будуть згодом представлені міжнародним фінансовим організаціям та установам з питань розвитку.

### Перспективи другого етапу
Внаслідок проведення другого етапу проєкту та у разі успішного запровадження рекомендацій фахівців Спеціальної експертної групи в Україні буде створено потужну систему боротьби з повенями. Фахівці, які плануватимуть і розроблятимуть її, зможуть застосовувати висновки оціночного звіту, щоб встановити в Україні найсучасніші мережі гідрометеорологічного контролю, які забезпечуватимуть супутникову зйомку небезпечних ділянок у режимі реального часу, визначатимуть найбільш уразливі перед повенями райони, а також укладатимуть карти районів, де спостерігається тенденція до зсувів ґрунту. Доступ до цієї інформації буде своєчасно наданий відповідним регіональним та національним керівним структурам для використання з метою розробки нових та вдосконалення існуючих систем подолання наслідків надзвичайних ситуацій, що насамперед допоможе рятувати людські життя та власність у разі повеней у майбутньому.

## Стан проєкту на 2014 рік
За проєктом передбачається встановити і об'єднати у мережу сім автоматичних станцій у 2012 році. НАТО надала «стартовий капітал» для здійснення цього проєкту.
У майбутньому буде потрібно 70 таких станцій для того, щоб виявляти повені і давати попередження на ранніх етапах. Вони надсилатимуть інформацію про рівні води, повітряні опади і температуру повітря і води до гідрометеорологічних центрів у Луцьку, Україна, і Бресті, Білорусь, і водночас розміщувати цю інформацію в режимі онлайн. У майбутньому буде легко додати інші вимірювальні прибори, наприклад, для моніторингу за ядерними ізотопами. Якщо вода підніметься суттєво, можна буде здійснювати негайні запобіжні заходи і попередити мешканців цих регіонів. Маючи постійний потік даних легше також виявляти тенденції і робити кращі прогнози, а також шукати шляхи мінімізації впливу повеней. «Наприклад, може виявитися, що розширення певних заливних територій для того, щоб вони поглинали більше води, зменшить загальний рівень повеней і завдану шкоду», — каже Міхаеліс.